# Josep Julinés Oliva
Josep Julinés Oliva fou un àrbitre de futbol i dirigent esportiu català.
Va ser àrbitre de futbol i vicepresident del FC Internacional de Sants.
L'any 1920 va entrar a la directiva del FC Barcelona sota la presidència de Gaspar Rosés, i el 1921 va passar a ser el secretari de la junta de Joan Gamper, president de la secció d'atletisme i membre de la comissió de seguiment de les obres de construcció del camp de les Corts, inaugurat el 19 de febrer de 1922.
Va presidir la Federació Catalana de Futbol des de 1920 fins a 1921, i poc després va entrar a la Federació Catalana d'Atletisme, primer com a tresorer i des de finals de febrer de 1927 fins al 1928, com a president. Durant el seu mandat va ser representant de la Federació Catalana d'Atletisme a la Confederació Esportiva de Catalunya.
Després de deixar la presidència, a finals de 1928, va entrar a la junta directiva de la Federació Espanyola de Lluita, on va ser tresorer amb Jaume Garcia i Alsina com a màxim dirigent, i al principi dels anys trenta també va formar part del Comitè Olímpic Espanyol.